# Alba Brenda Méndez Estrada
Alba Brenda Méndez Estrada (H. de Caborca, Sonora, México, 22 de septiembre de 1951) es una escritora, poeta, promotora de la lectura, compiladora y maestra. Recibió la Medalla Cautivos por las Letras y las Artes en el Primer Encuentro de Mujeres Poetas en el Valle de las Letras. En 2016 fue homenajeada en la Feria del Libro Hermosillo por su trabajo de promoción a la lectura y su amplia trayectoria. Fue parte del primer Encuentro de Escritores de la Frontera Norte del País y fue la primera escritora mujer que asistió al Taller de Escritores de la Casa de la Cultura. La poeta reconoce que, para los años noventa, las lecturas didácticas y las obras clásicas de literatura habían sido leídas y disfrutadas por ella.
Ha escrito cinco libros de creación poética que considera fruto de su constancia y permanencia en la lectura. Fomenta a la lectoescritura y amor a la palabra.

## Biografía
Realizó sus estudios en Escuela Normal del Estado y de la Normal Superior de México. Posteriormente se tituló en Literaturas Hispánicas por la Universidad de Sonora.
Ejerció 28 años de trabajo docente en primaria y secundaria en Sonora, lo cual compaginó con la coordinación de talleres literarios para niños y adultos. Desde el año 2004 es miembro de la Asociación Civil Escritores de Sonora, en la que se ha desempeñado tanto como presidenta como tesorera.
Trabajó por siete años en la investigación documental de búsqueda de texto en latín del siglo XVII Y XIII del Noroeste de la provincia de que fueron los estados de Sonora, California y Sinaloa; una investigación dirigida por Rosa María Ortiz Ciscomani, de la Universidad de Sonora con patrocinio de la SEP.

### Obra
- De cierta palabra. Antología poética Casa de la Cultura de Hermosillo (1989)
- Un Siglo de Poesía – Gilda Rocha. CONACULTA., México, D.F. (1993)
- Inventario de Voces – Visión Retrospectiva de la Literatura Sonorense – Gerardo Cornejo. Instituto Sonorense de Cultura, Universidad de Sonora, El Colegio de Sonora, (1992)
- Antología-Cantos de Minerva. Guadalupe Beatriz Aldaco Encinas. Instituto Sonorense de Cultura – Hermosillo, Sonora, (1994)
- Anuario de Poesía 1990 (Mes de marzo) – INBA – México, D.F. (1990)
- Concierto de lo entrevisto. Antología de Poesía Sonorense (Ed. Garabatos, ISC y Escritores de Sonora, A.C 2008)[6]
- No quiero ser quien cuente Departamento de Humanidades de la Universidad de Sonora, el libro de poemas